# Camille Muffat
Camille Muffat (Niça, França, 28 d'octubre de 1989 - Villa Castelli, La Rioja, Argentina, 9 de març de 2015) va ser una nedadora francesa, campiona en els Jocs Olímpics de Londres 2012 en la modalitat de 400 metres lliures.

## Biografia

### Primers anys
Camille Muffat va debutar amb medalla en el Campionat Europeu de Natació en Piscina Curta de 2006 als 17 anys, aconseguint la medalla de plata. Un any després, en el Campionat Europeu de Natació en Piscina Curta de 2007 va guanyar la seva primera medalla d'or, en la modalitat de 200 m estils amb un temps de 2:09.05, a més d'aconseguir una medalla de bronze el mateix any en els 400 m estils. En 2008 va aconseguir altres dues medalles, en el Campionat Europeu de Natació en Piscina Curta de 2008 i en el Campionat Europeu de Natació de 2008. En 2009 només va participar en els Jocs Mediterranis de 2009, guanyant l'oro en els 200 m estils. El 2010, i després de guanyar la medalla de plata en el Campionat Europeu de Natació de 2010, Muffat va donar el salt al Campionat Mundial de Natació en Piscina Curta, guanyant una medalla de bronze i una altra d'or, aquesta última en els 200 m lliure.

### Últims anys
Després de participar en 2011 en el Campionat Mundial de Natació de 2011 en el qual va guanyar dues medalles de bronze, i ja en 2012, Muffat va participar en els seus primers Jocs Olímpics. En els Jocs Olímpics de Londres 2012 es va classificar per a tres esdeveniments. Va guanyar la medalla d'or en els 400 m lliure, aconseguint un nou rècord olímpic. També va aconseguir la medalla de plata en els 200 m lliure i la bronze en el 4x200 m lliure, amb un temps total de 7:47.49.
L'1 de gener de 2013, Muffat va ser designada com a cavaller de la Legió d'Honor de França. El 12 de juliol de 2014, el diari L'Équipe va publicar en una entrevista que va ser realitzada a Muffat, on anunciava la seva retirada.

### Defunció
Un accident aeri va acabar amb la seva vida i la de nou persones més en col·lidir dos helicòpters a Villa Castelli, La Rioja a l'Argentina, el 9 de març de 2015. Estava gravant un reality.